# Долгая и счастливая жизнь (Остаться в живых)
Долгая и счастливая жизнь (англ. Happily Ever After) — одиннадцатая серия шестого сезона и сто четырнадцатая серия в общем счёте телесериала «Остаться в живых». Центральным персонажем серии стал Десмонд. Премьера в США состоялась 6 апреля 2010 года на канале ABC. В России показана на Первом канале 11 апреля 2010 года.

## Сюжет

### Остров
После того, как Бен Лайнус в эпизоде "Мёртвый — значит мёртвый", подстрелил Десмонда, его отвезли в больницу. Когда он очнулся, то обнаружил, что Чарльз Уидмор вернул его обратно на Остров, мотивируя это тем, что Остров ещё не закончил с ним. Мол, если Десмонд не поможет, то все, кого он любит, погибнут. Хьюм несколько раз ударил Уидмора, но люди Чарльза быстро его связали.
Чарльз приказал начать электромагнитный опыт, но в результате оплошности погиб один из его людей. Когда всё наладили, Десмонда привязали к стулу, посадили между огромными катушками и запустили агрегат.
Получив сильную дозу облучения, Десмонд остался жив, но его поведение сильно изменилось. Он изъявил удивительную покорность, и согласился сделать всё, что от него потребуется. Однако, как только люди Уидмора увели его, они угодили в засаду Саида, который забрал несопротивляющегося Десмонда с собой.

### Альтернативная реальность
Десмонд прибывает в Лос-Анджелес по поручению своего начальника, Чарльза Уидмора. После того, как он помог беременной Клэр Литтлтон забрать багаж, Хьюм отправился в офис Чарльза. Уидмор рассказал Десмонду, что его сын (Дэниел Уидмор), классический музыкант, пригласил рок-группу Driveshaft аккомпанировать ему на своей вечеринке. Однако бас-гитариста арестовали за хранение наркотиков, и поэтому Чарльз просит Десмонда забрать его и доставить на праздник к Дэниелу.
При встрече Чарли рассказал Десмонду, что он едва остался жив, после того как проглотил пакетик с героином (в серии "LA X"). Будучи при смерти, Чарли ощутил очень сильное волнение, и ему было видение, в котором была прекрасная блондинка. Чтобы Десмонд тоже увидел, Чарли схватился за руль, и, когда они проезжали мимо пристани, машина упала в воду. Пока Десмонд пытался вытащить Чарли из воды, ему тоже было видение — тонущий Чарли с надписью на ладони "Корабль не Пенни".
Вскоре их доставили в больницу, где видения продолжились. Во время МРТ Десмонд увидел незнакомую девушку, которую звали Пенни.
Когда Десмонд вышел из больницы, он отправился извиняться перед женой Чарльза — Элоизой Уидмор, за то, что не смог обеспечить присутствие Driveshaft. Стоящие рядом сотрудники обсуждали список приглашённых на концерт Дэниела, и Десмонд услышал, что они упомянули имя Пенни. Элоиза не позволила ему посмотреть список, и отказалась отвечать на его вопросы.
Когда Десмонд собирался уйти, его остановил Дэниел, рассказавший, что он недавно видел рыжую девушку в местном музее, и почувствовал, что он уже когда-то знал её и любил. Дэниел заявил, что после этой встречи он сделал несколько записей в своём дневнике, и его друг-математик определил, что это сверхсложные уравнения квантовой физики, о которых он ничего не знает. Дэниел показал эти записи, в которых был график из основной временной оси, и предположил, что мир, в котором они сейчас находятся, ненастоящий. Что-то ужасное, вроде ядерного взрыва, могло породить альтернативную реальность. Десмонд спросил Дэниела, когда он собирается взорвать бомбу, на что тот ответил, что уже это сделал.
Затем Дэниел сообщил, что Пенни — это его сводная сестра, и рассказал, где можно её найти. Десмонд отправился на стадион, где бегала Пенни, и они познакомились. Но как только он пожал ей руку, то сразу потерял сознание.
После того, как Десмонд очнулся, он предложил Пенни выпить с ним кофе, и она приняла приглашение.
Когда водитель Десмонда, Джордж Минковски, забрал его с места встречи, Десмонд попросил его добыть список пассажиров с рейса Oceanic 815, которые летели вместе с ним в Лос-Анджелес. На вопрос Минковского, зачем это нужно, Хьюм ответил, "Мне нужно им кое-что показать".